# Ле-Шен (Арденни)
Ле-Шен (фр. Le Chesne) — колишній муніципалітет у Франції, у регіоні Гранд-Ест, департамент Арденни. Населення — 968 осіб (2011).
Муніципалітет був розташований на відстані близько 190 км на північний схід від Парижа, 70 км на північний схід від Шалон-ан-Шампань, 29 км на південь від Шарлевіль-Мезьєра.

## Історія
До 2015 року муніципалітет перебував у складі регіону Шампань-Арденни. Від 1 січня 2016 року належав до нового об'єднаного регіону Гранд-Ест.
1 січня 2016 року Ле-Шен, Лез-Алле i Луверньї було об'єднано в новий муніципалітет Берон-е-сес-анвірон.

## Демографія
Динаміка населення (INSEE ):
Розподіл населення за віком та статтю (2006):
| Стать | Всього | До 15 років | 15-24 | 25-44 | 45-64 | 65-85 | Понад 85 |
| --- | ------ | ----------- | ----- | ----- | ----- | ----- | -------- |
| Чоловіки | 493    | 125         | 80    | 84    | 116   | 84    | 4        |
| Жінки | 500    | 92          | 64    | 124   | 80    | 136   | 4        |
| \| Статево-вікова піраміда \| Статево-вікова піраміда \| Статево-вікова піраміда \| \| ----------------------- \| ----------------------- \| ----------------------- \| \| Чоловіки \| Вік \| Жінки \| \| 4 \| 85 + \| 4 \| \| 28 \| 80-84 \| 36 \| \| 24 \| 75-79 \| 32 \| \| 24 \| 70-74 \| 44 \| \| 8 \| 65-69 \| 24 \| \| 16 \| 60-64 \| 16 \| \| 40 \| 55-59 \| 16 \| \| 28 \| 50-54 \| 24 \| \| 32 \| 45-49 \| 24 \| \| 24 \| 40-44 \| 44 \| \| 24 \| 35-39 \| 36 \| \| 24 \| 30-34 \| 32 \| \| 12 \| 25-29 \| 12 \| \| 28 \| 20-24 \| 40 \| \| 52 \| 15-20 \| 24 \| \| 53 \| 10-14 \| 24 \| \| 32 \| 5-9 \| 36 \| \| 40 \| 0-4 \| 32 \| |        |             |       |       |       |       |          |
| Статево-вікова піраміда |        |             |       |       |       |       |          |
| Чоловіки | Вік    | Жінки       |       |       |       |       |          |
| 4 | 85 +   | 4           |       |       |       |       |          |
| 28 | 80-84  | 36          |       |       |       |       |          |
| 24 | 75-79  | 32          |       |       |       |       |          |
| 24 | 70-74  | 44          |       |       |       |       |          |
| 8 | 65-69  | 24          |       |       |       |       |          |
| 16 | 60-64  | 16          |       |       |       |       |          |
| 40 | 55-59  | 16          |       |       |       |       |          |
| 28 | 50-54  | 24          |       |       |       |       |          |
| 32 | 45-49  | 24          |       |       |       |       |          |
| 24 | 40-44  | 44          |       |       |       |       |          |
| 24 | 35-39  | 36          |       |       |       |       |          |
| 24 | 30-34  | 32          |       |       |       |       |          |
| 12 | 25-29  | 12          |       |       |       |       |          |
| 28 | 20-24  | 40          |       |       |       |       |          |
| 52 | 15-20  | 24          |       |       |       |       |          |
| 53 | 10-14  | 24          |       |       |       |       |          |
| 32 | 5-9    | 36          |       |       |       |       |          |
| 40 | 0-4    | 32          |       |       |       |       |          |

## Економіка
2010 року серед 573 осіб працездатного віку (15—64 років) 385 були активними, 188 — неактивними (показник активності 67,2%, у 1999 році було 69,3%). З 385 активних мешканців працювало 340 осіб (198 чоловіків та 142 жінки), безробітними було 45 (23 чоловіки та 22 жінки). Серед 188 неактивних 53 особи були учнями чи студентами, 48 — пенсіонерами, 87 були неактивними з інших причин.

У 2010 році у муніципалітеті числилось 408 оподаткованих домогосподарств, у яких проживали 951,5 особи, медіана доходів виносила 15 307 євро на одного особоспоживача.